# 김학렬
김학렬(金鶴烈, 1923년 1월 1일~1972년 3월 21일)은 대한민국의 경제 관료이다.